# دودة المخيخ
 تقع دودة المخيخ (بالإنجليزية: Cerebellar vermis)‏ في المنطقة النووية القشرية المتوسطة من المخيخ، والتي توجد في حفرة القحف الخلفية من الجمجمة، ينحني الشق الأساسي في الدودة من الجزء الأمامي الجانبي إلى أعلى سطح المخيخ ويقوم بتقسيمها إلى فص أمامي وآخر خلفي، وظيفيًا ترتبط الدودة مع الحركة والوقفة السليمة للجسد، تقع الدودة داخل المخيخ النخاعي وتتلقى مدخلات حسية جسدية من الرأس وأجزاء الجسم الدانية عبر مسارات النخاع الشوكي.
و المخيخ يتطور باتجاه منقاري ذيلي مع وجود المنطقة المنقارية في خط الوسط مما أدى إلى تكون دودة، بينما تتطور المناطق الذيلية إلى نصف الكرة المخيخي، بعد 4 أشهر من النماء السابق للولادة، تصبح الدودة متورقة بالكامل بينما يتخلف تطور نصفي الكرة بمقدار 30-60 يومًا، بعد الولادة يستمر تكاثر وتنظيم المكونات الخلوية للمخيخ مع استكمال التورق لمدة 7 أشهر من الحياة بينما استكمال الهجرة النهائية والتكاثر وتشجر الخلايا العصبية المخيخية يستمر لمدة 20 شهرًا.
يعد فحص الحفرة الخلفية سمة شائعة في تخطيط الصدى التوليدي، ويستخدم بشكل أساسي لتحديد ما إذا كانت السوائل الزائدة أو التشوهات في المخيخ موجودة أم لا، ويتم تشخيص الحالات الشاذة من دودة المخيخ في هذه الطريقة وتشمل: الظواهر التي تتفق مع متلازمة داندي ووكر وتشابك الدماغ المؤخر وعدم عرض أي دودة مع الاندماج مع نصف الكرة المخيخي أو نقص التنسج الجسري المخيخي أو توقف النمو للمخيخ أو الأورام،في الرُضَّع تكون الإصابة بنقص الأكسجين في المخيخ شائعة إلى حد ما مما يؤدي إلى فقد الخلايا العصبية والدباق. وتتراوح أعراض هذه الاضطرابات من فقدان خفيف للتحكم الحركي الدقيق إلى التخلف العقلي الشديد والموت، وقد أظهر النمط النووي أن معظم الأمراض المرتبطة بدودة المخيخ تكون موروثة على الرغم من وجود نمط جسدي متنحي مع حدوث معظم الطفرات المعروفة في كروموسوم إكس.
ترتبط الدودة ارتباطًا وثيقًا بجميع مناطق قشرة المخيخ، والتي يمكن تقسيمها إلى ثلاثة أجزاء وظيفية ولكل منها صلات متميزة مع الدماغ والحبل الشوكي، هذه المناطق هي:
- المخيخ الدهليزي وهو المسؤول بشكل أساسي عن التحكم في حركات العين.
- المخيخ النخاعي الذي يشارك في ضبط الجسم وحركة الأطراف.
- المخيخ المخي وهو مرتبط بتخطيط وبدء وتوقيت الحركات.[9]

## التركيب
إن الدودة هي الجزء الوسيط من المخيخ الذي يربط نصفي كرة المخيخ، يتكون كل من نصفي كرة المخيخ والدودة من فصيصات مكونة من مجموعات من الورقات، هناك تسعة فصيصات للدودة: اللسينة والفصيصة المركزية والقنة والمحدر وورقة الدودة والحدبة والهرم واللهاة والعقيدة، غالبًا ما يصعب رصد هذه الفصيصات أثناء دروس التشريح البشري وقد تختلف في حجمها وشكلها وعددها، وقد ثبت أن ورقات المخيخ تظهر تباينات متكررة في الشكل والعدد والترتيب بين الأفراد.

## صور إضافية

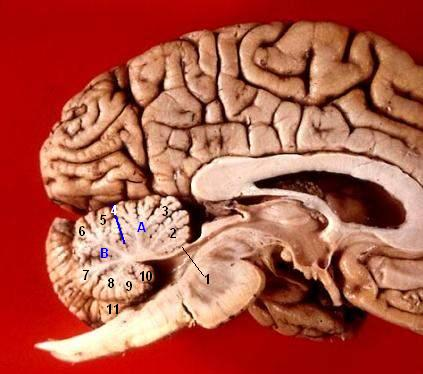
مخ لإنسان بمنظر سهمي ناصف
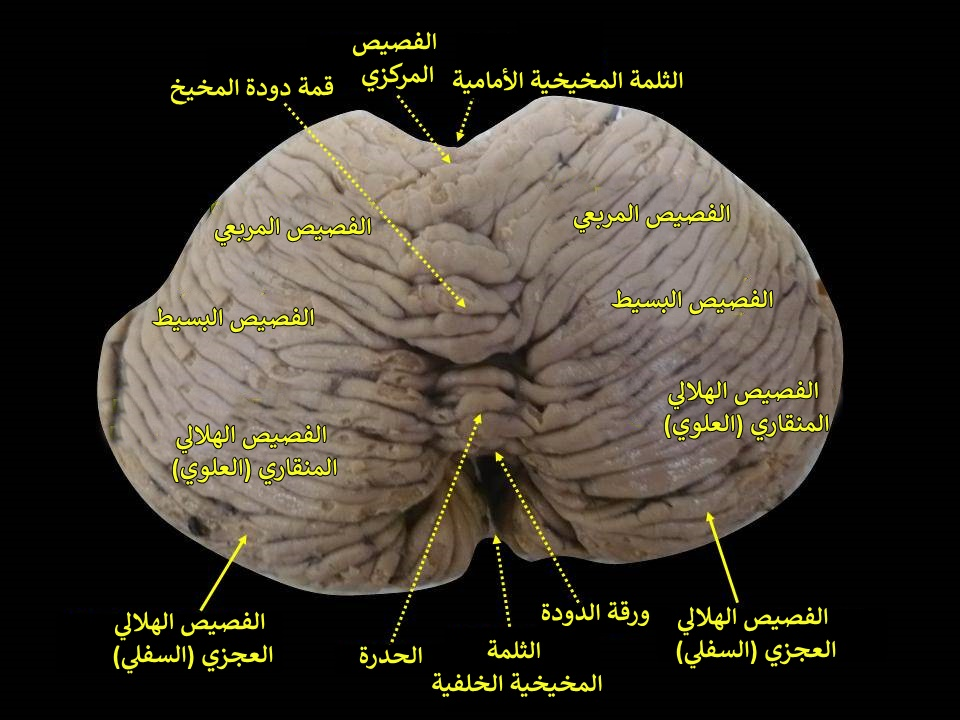
السطح العلوي للمخيخ.
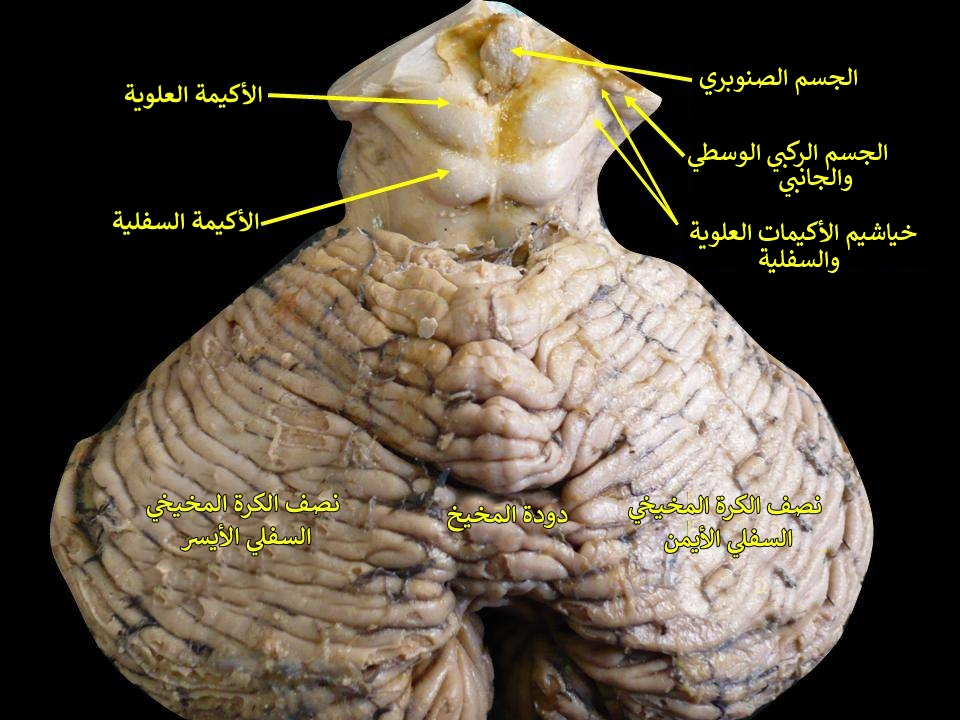
منظر خلفي لجذع الدماغ.